# カナーン・ドッグ

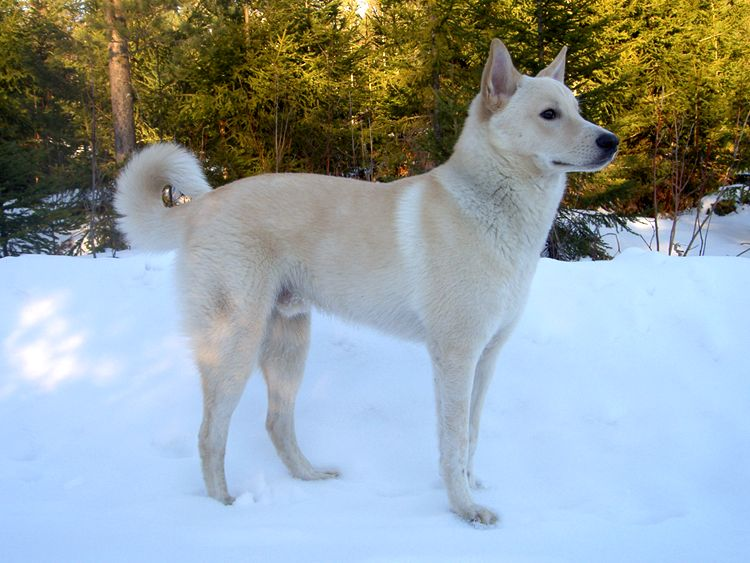

カナーン・ドッグ（英: Canaan Dog）は、イスラエル原産の犬種である。ヘブライ語ではケレフ・クナーニ（Kelf Kna'ani）という。

## 歴史
外見により古くから存在していた犬種のように見られがちだが、カナーン・ドッグとしての歴史の始まりの年は1935年である。地雷探知犬として訓練が出来る犬種を作り出すため、古来から存在しているパリア犬タイプの犬種を改良して新犬種を生み出す計画が立てられた。イスラエル及びパレスチナには野生化した野良暮らしを送る犬種がいて、その容姿は4タイプに分かれていた。選考の結果、カナーン・ドッグのベースとしてその1タイプが選ばれた。選ばれた理由は嗅覚が優れていてしつけがよく入り、程よい警戒心を持ち合わせていたからであったといわれている。そして訓練を行って改良・ブリーディングし、新しい品種が完成した。
カナーン・ドッグは地雷探知犬として大いに貢献し、嗅覚で地雷を爆発させることなく探し出し、多くの人命を救ってきた。又、警察犬として治安の維持や事件の解決に協力したり、盲導犬としてパートナーの目となったり、番犬として家や工場を泥棒から守るなどの幅広い活躍を行っている。
近年は諸外国にも輸出され、アメリカ合衆国にも1965年に4頭が輸入され、現在千頭近くが飼育されている。国際畜犬連盟には1973年に公認犬種として登録され、イスラエルの国犬、及びイスラエル・ケネルクラブのシンボルとしても認定されている。原産地では国民的な人気が非常に高く、飼育されている頭数もかなり多い。

## 特徴
日本犬によく似たスピッツタイプの犬種で、原始的な姿を留めている。粗食にも耐える事が出来、暑さから身を守るために地面に穴を掘って涼むことが得意である。立ち耳・巻き尾又は鎌尾でコートはショートコート、毛色の制限は無い。体高48～61cm、体重16～25kgの大型犬で、性格は内向的で大人しく繊細だが、警戒心と防衛本能が強いという一面もある。見知らぬ人に対しては中々心を開かず、後ろ脚の間に尾をはさんで怖がって吠えてしまう事も多い。しつけが入りにくいと酷評されることもあるがそれは間違いで、叱るのではなく褒めてしつけることによって飲み込みが早くなり、潜在能力を伸ばす事が出来る。運動量はやや多く、かかりやすい遺伝的な病気はない。
盲導犬としては従順で、優しくパートナーを支える。警察犬としては献身的に仕事を行い、主人の命令にはどこまでもついて行き事件の解決などの手助けをする。番犬としては不審者を見つけるとよく吠えるため優秀であるが、怖がって吠えている場合でも近づくと噛まれる危険性があるので現地では注意が必要である。地雷探知犬としては鋭い嗅覚を活かして確実に迅速に地雷を発見する。

## 参考
- 『日本と世界の愛犬図鑑2007』（辰巳出版）佐草一優監修
- 『デズモンド・モリスの犬種事典』デズモンド・モリス著書、福山英也、大木卓訳 誠文堂新光社、2007年
- 『日本と世界の愛犬図鑑2009』（辰巳出版）藤原尚太郎編・著